# Брине (Шер)
Брине́ (фр. Brinay) — коммуна во Франции, находится в регионе Центр. Департамент — Шер. Входит в состав кантона Люри-сюр-Арнон. Округ коммуны — Вьерзон.
Код INSEE коммуны — 18036.

## География
Коммуна расположена приблизительно в 190 км к югу от Парижа, в 85 км южнее Орлеана, в 23 км к северо-западу от Буржа.
По территории коммуны протекает река Шер.

## Население
Население коммуны на 2008 год составляло 503 человека.
| 1962 | 1968 | 1975 | 1982 | 1990 | 1999 | 2008 |
| ---- | ---- | ---- | ---- | ---- | ---- | ---- |
| 300  | 318  | 329  | 452  | 546  | 467  | 503  |

## Администрация
| Период | Период | Фамилия      | Партия        | Примечания               |
| ------ | ------ | ------------ | ------------- | ------------------------ |
| 1989   | 1995   | Реймон Татен | Разные правые | член генерального совета |
| 1995   | 2014   | Бернар Бошер |               |                          |

## Экономика

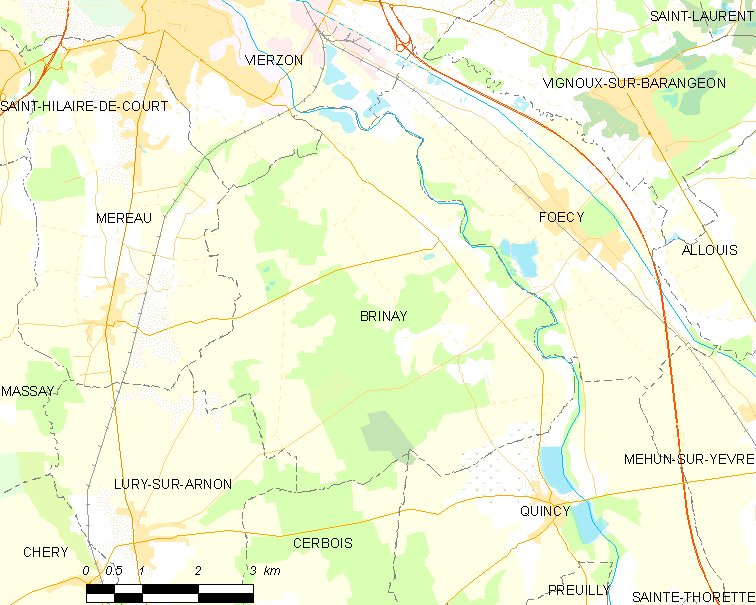
Карта коммуны

В 2007 году среди 356 человек в трудоспособном возрасте (15-64 лет) 248 были экономически активными, 108 — неактивными (показатель активности — 69,7 %, в 1999 году было 80,5 %). Из 248 активных работали 238 человек (119 мужчин и 119 женщин), безработных было 10 (3 мужчин и 7 женщин). Среди 108 неактивных 28 человек были учениками или студентами, 52 — пенсионерами, 28 были неактивными по другим причинам.

## Достопримечательности
- Церковь Сент-Эньян[фр.] (XII век). Исторический памятник с 1972 года[3]